# Geertruida de Haas-Lorentz
Geertruida Luberta de Haas-Lorentz (Leiden, Países Bajos, 20 de noviembre de 1885-Leiden, 1973), también conocida como Berta Lorentz o Berta de Haas-Lorentz, fue una física neerlandesa y la primera persona en analizar la fluctuación de electrones como partículas brownianas. Es considerada la primera mujer en trabajar en teoría del ruido eléctrico.
Berta Lorentz nació en Leiden, Países Bajos, como la hija mayor del Premio Nobel de Física Hendrik Lorentz y de Aletta Catharina Kaiser. En esa época su padre era catedrático de física teórica en la Universidad de Leiden.
El 22 de diciembre de 1910 se casó con Wander Johannes de Haas, que más tarde sería catedrático de física experimental en Leiden, con el que tuvo dos hijos y dos hijas.
Estudió física en la Universidad de Leiden, donde su padre supervisó su disertación, y se doctoró con en 1912 con la tesis "Over de theorie van de Brown'schen beweging en daarmede verwante verschijnselen" (Sobre la teoría del movimiento browniano y fenómenos relacionados). Tras defender su tesis en Leiden, se trasladó como profesora a la Universidad Técnica de Delft y tradujo algunas de las obras de su padre al alemán.
Fue la primera en realizar el análisis de la fluctuación de electrones como partículas brownianas en un artículo ampliamente citado.
Falleció en Leiden en 1973.